# 魔女之家
《魔女之家》（日语：魔女の家）是一款由透過《RPG Maker VX》製作的免費恐怖冒險遊戲，於2012年10月3日發放於Windows。
2018年10月31日，以RPG Maker MV引擎製作的重製版《魔女之家MV》（The Witch's House MV）透過Steam商店發售，圖像完全翻新、增加新劇情、支援简繁體中文字幕。

## 概要
《魔女之家》是一款靠著得到的便條壁紙之類的線索來解開謎團的恐怖遊戲，玩家需要生存至最後（逃出魔女之家）以得知故事的背景。遊戲有著令人毛骨悚然的氛圍，複雜的謎語與突發驚嚇。此遊戲使用16位元的鳥瞰圖圖像為畫面，並經由鍵盤控制。
會說話的黑貓會在魔女之家的不同地方出現，且相當於遊戲的存檔點。在整個遊戲中，黑貓是唯一的消息提供者，也是除在後期出現的魔女之外，會與女主人公談話的生物。

## 劇情
《魔女之家》的主角名叫薇奧拉。她在森林中醒來，想離開之際卻發現唯一的出路被駭人的巨大薔薇擋著。因此她唯一的選擇就是進入不遠處的一棟神秘的房子，以尋找離開的方法。在一隻會說話的黑貓陪同下，薇奧拉必須設法存活逃出這房子。
在這棟房子逗留期間，薇奧拉遇到許多怪異的現象。在途中更發現許多由這房子的主人－魔女艾蓮所寫的日記，內容詳細敍述了她的過去。為了離開這魔女之家，薇奧拉須解決各種謎題，以解鎖這房子的各個房間。

## 結局
視乎玩家於遊戲中各項決定，共有四個結局，其中有2個是隱藏結局，分別是黑貓結局和1.07版新增的隱藏結局。

### 普通結局
薇奧拉逃出魔女之家後遇到正在找尋自己的爸爸，隨後她的爸爸把爬行追來的魔女「艾蓮」槍殺後便與薇奧拉一起離去。

### 真結局
破關條件為被魔女「艾蓮」追擊時在房間找到小刀並成功逃出，與普通結局內容無異，只是多了真相大白的對話。
「薇奧拉」逃出魔女之家後發現「艾蓮」仍然窮追不捨，於是便上前刺了她一刀，並道出故事的真相：魔女艾蓮因為疾病而只能躺在床上，所以艾蓮便以交換一天為理由，用自己的魔法把兩人的身體交換，但艾蓮從來就沒有歸還身體的打算。所以玩家一直操縱著的「薇奧拉」其實已經是魔女艾蓮，而魔女「艾蓮」軀體裡的才是薇奧拉。之後薇奧拉的父親來到，寄宿艾蓮殘缺軀體的薇奧拉希望父親救她，但不知情的父親槍殺了真正的女兒---也就是眼前這位自己口中的「怪物」，最後爸爸與寄宿薇奧拉肉體的艾蓮一起離去，艾蓮竊喜表示會連「好朋友」薇奧拉的份一起活下去……

### 黑貓結局
條件為一命破關，整個路程不找黑貓幫助（即不存檔與對話），內容與真結局相同，補完魔女艾蓮喪心病狂的原因及事前計畫，讓整體故事交代更完整。
艾蓮體弱多病而被父母厭惡，因此艾蓮心靈受創扭曲，便把父母給殺了，剛好借宿在黑貓體內的惡魔路經此地目睹一切，便以幫惡魔收集人類靈魂作為條件、定下契約教艾蓮魔法外加送一棟魔屋，艾蓮正式成為魔女，但是一離開這棟魔屋艾蓮就會魔力盡失、被魔力壓抑的病情也會急速惡化，所以惡魔在森林裡施展誘導人類靠近這棟魔屋的魔法讓艾蓮幫他殺人，並承諾靈魂收集夠多就教她解除病痛的方法，靠著魔力活了數百年的艾蓮就這麼過著誘騙殺人收集靈魂的劊子手生活，有一天，一個男人進屋並攻擊到了艾蓮，將之砍頭後雖然艾蓮透過房子的魔法再生，但經過數百年的魔女生活，價值觀已經偏差的艾蓮認為自己已經受了重病，已經比其他人不幸的情況下卻還要被其他人因為魔女的身分攻擊，而感到悲憤，內心問題是魔女的大忌，受傷是會慢慢削弱自己，絕望則會死亡，因此內心受傷的艾蓮魔力慢慢下降，進而導致無法繼續靠魔力鎮住病痛與維持青春。
後來天真可愛的少女薇奧拉被誘至魔屋與艾蓮結為好友，惡魔見艾蓮這段時間幫他收集不少靈魂便告訴她侵占別人健康的身體是擺脫病痛唯一的途徑，便教她互換身體的方法；心生歹念的艾蓮為了不讓薇奧拉在交換身體後能找到自己，事前偷偷砍斷自己雙腿、挖出雙眼並在交換身體後騙薇奧拉喝下燒壞喉嚨的藥讓她失聲，目的就是讓薇奧拉永遠困在自己原本那不良於行又充滿病痛盲啞的絕望軀體裡等死。
交換身體後的薇奧拉因為艾蓮不守約定而氣惱，剛好寄宿艾蓮的肉身而有艾蓮殘留的魔力與記憶，便開始操縱魔屋施展一連串魔法阻止艾蓮離開……

### 1.07新结局
1.07版新增的結局。薇奧拉醒後走到森林的出口，卻發現被巨大薔薇擋著，但這時候選擇在原地靜靜等待1小時，會經歷「黑貓坐下」，「黑貓消失」，然後是黑畫面。最後就是薇奧拉自己走到薔薇，薔薇會自動消失，薇奧拉便能直接回家（暗指艾蓮的身體承受不住痛苦而死去，魔力消失，讓森林裡的薔薇也跟著消失）。

### 出場角色
薇奧拉（Viola）
留著一頭金髮的天真少女，與獵人父親相依為命。在遊戲中她從森林中醒來後發現被困，因此在無可奈何之下進入魔女之家以尋找離開的方法。
實際上享受著與艾蓮的探望者與病人的關係，透過俯視艾蓮來獲得給予憐憫的快樂，為了保持自己在艾蓮表面的形象而答應與艾蓮交換身體，卻在交換身體後悔不當初，一方面艾連因此反悔不交還身體，一方面透過艾蓮身體中的記憶了解到艾蓮想要被愛，但是是用已經扭曲的價值觀去達成目的，為了不讓父親慘遭毒手，於是透過奄奄一息的身體發動殘留的魔力，試圖阻止艾連離開，而因為薇奧拉出身幸福，沒有艾蓮那樣子先天病痛條件的意志力去追求目的，在認知到艾蓮不會將身體還給自己，且身體也撐不住苦痛後感到絕望，而絕望對魔女來說是無法保持永生的條件。
結局不是因苦痛流血致死，就是追出去後被父親殺掉。
艾蓮（Ellen）
有著一頭紫髮並繫著一個大紅蝴蝶結的少女。體弱多病而希望用魔法交換薇奧拉的身體……
自從意識到母親真正的活著後對母親產生忌妒的情緒，但抱持著只要母親還繼續照顧他，就不表達自己黑暗的情緒的想法，擅自離開家中去埋葬黑貓這件事成為了壓垮母親心中最後一根稻草，母親認為艾蓮生病都這麼麻煩了還不聽話在家，於是拋棄艾蓮離家與其他男人生活，在私奔前夕返家卻因此被艾蓮以小刀穿刺喉嚨而死，父親看到後趴臥屍體痛哭卻仍沒有正眼看過一次艾蓮，因此也被艾蓮所殺，父親解憂的煙具被窗外的風吹倒，把整個家燒掉了，也讓艾蓮因此與惡魔邂逅，進到魔女之家。
起初艾蓮並不想殺人，而只是想單純的交朋友，然而第一個進家的小男孩在看到艾蓮真實的樣貌後喊他怪物後跑掉，讓艾蓮內心受傷，雖然還是渴望被愛但選擇幫助惡魔吃人，從而拿到治癒魔法，認為有健康的身體才有獲得愛的資格，之後的幾百年透過房子陸續殺了很多人，然而在一次襲擊者的重創後，已經扭曲的價值觀使艾蓮不覺得自己殺人有問題，認為其他人還要對已經身染重病的自己下手而導致內心受了一次大傷，導致魔力逐漸下降，也因此無法負荷身體的崩壞，從而更有治癒身體的急迫性。又過了一陣子，黑貓終於願意教他治癒身體的魔法，也就是與他人交換身體，透過對薇奧拉的放長線釣大魚的手法，逐漸卸下薇奧拉的心防，使她願意真正為自己而付出，從而讓交換身體的魔法成功。
交換身體前挖去自己的雙眼，砍斷雙腳，在薇奧拉進入身體後甚至燒毀她的喉嚨，為了促使薇奧拉絕望，達到魔女無法保持永生的條件。
結局與薇奧拉的父親走出森林，或是在薇奧拉流血致死後獨自走出森林。

## 評價
JayIsGames給《魔女之家》4.7/5分，稱它是最好的2D恐怖遊戲，稱讚角色的死亡做得非常好。Leviathyn則表示：「這是一個非常恐怖的遊戲」，並特別讚賞其真結局。Freepcgamers則把《魔女之家》排在免費恐怖RPG遊戲排行榜的第二位。
除此之外，YouTube上的《魔女之家》影片亦有相當多的點擊率。 RPGMaker.net給了《魔女之家》4/5分，表示欣賞其令人印象深刻的畫面，即使它只是一個由RPG製作大師製作的遊戲，稱這遊戲可以比其他恐怖遊戲更恐怖。Thegrimtower則給這遊戲9/10的高分，稱它是有史以來最可怕的遊戲之一。

## 衍生作品

日文版小說封面

《魔女之家 艾蓮日記》- 著，enterbrain出版，2013年10月31日發售，由青文出版社代理的中文版則於2014年10月22日出版。
| 卷數 | enterbrain     | enterbrain             | 青文出版社     | 青文出版社             |
| 卷數 | 發售日期       | ISBN                   | 發售日期       | ISBN                   |
| ---- | -------------- | ---------------------- | -------------- | ---------------------- |
| 全   | 2013年10月31日 | ISBN 978-4-04-729171-3 | 2014年10月22日 | ISBN 978-986-310-535-0 |

改編漫畫版由影崎由那負責作畫，於富士見書房發行的漫畫雜誌《月刊Dragon Age》2017年7月號開始至2018年3月號期間進行連載。單行本全2卷、全9話。
| 卷數 | KADOKAWA      | KADOKAWA               | 青文出版社    | 青文出版社             |
| 卷數 | 發售日期      | ISBN                   | 發售日期      | ISBN                   |
| ---- | ------------- | ---------------------- | ------------- | ---------------------- |
| 1    | 2017年12月9日 | ISBN 978-4-04-072530-7 | 2018年12月6日 | ISBN 978-986-356-693-9 |
| 2    | 2018年5月9日  | ISBN 978-4-04-072709-7 | 2018年12月6日 | ISBN 978-986-356-694-6 |

## 外部連結
- 官方网站：魔女之家 ver1.09 （日語）
- 官方网站：魔女之家 MV（重製版）（日語）
- 魔女之家 MV （页面存档备份，存于） Steam 商店頁面
- 作者 ふみー 的 Youtube 帳號 （页面存档备份，存于）
- ふみー的pixiv